# Gålichs Anna Olsdotter
Gålichs Anna Olsdotter, eller Gulichs Anna, född 1651, död i Älvdalen 19 maj 1669, var en svensk som blev avrättad för häxeri. Hon var en av de som avrättades i häxprocessen i Älvdalen, som var startpunkten för det stora oväsendet.

## Anklagelser
Gålichs Anna Olsdotter uppgavs vara 17 år gammal och en ogift "en blödig och enfaldig piga" från Loka. Hon var en av åtta åtalade i Älvdalen i december 1668. Gertrud Svensdotter hade i sina beskrivningar av Blåkulla nämnt många personer hon sett där, både häxor och personer häxorna fört dit. Hon återgav ett tillfälle när Satan hade samlat ett antal personer på Åsen och sedan flugit med dem till Blåkulla på kalvar: bland dem såg hon Marit Jonsdotter i [Lill]Härdal, Marit Matsdotter på Åsen, Gulichs Anna Olsdotter, Justina Annas dotter och Anna Eriksdotter.

## Rannsakning och bekännelse
När hon kallades inför rätten blev hon "saktmodigt" behandlad av hänsyn till hennes "enfaldighet" och uppmanades att bekänna. Hon nekade till att ha pratat ihop sig med Gertrud innan sitt vittnesmål. Hon bekände frivilligt Gertruds uppgifter att hon varit i Blåkulla. Hon uppgav att hon först hade sex år tidigare, vid åtta års ålder, hade förts dit av sin farmor Gyris Marit på en kalv till Satan på andra sidan fjället, där det fanns en stuga utan slut där hennes farmor agerade ljusstake på bordet, och de uppmanades niga så snart de nämnde Satans namn, och efteråt hade hon trots försök inte kunnat tala om det för sina föräldrar. 
En annan gång hade hon blivit förd av Ris Anna, vars dotter Marit Matsdotter också varit med. Vid det tillfället hade hon sett en djup mörk skrikande grop i Blåkulla, där Satan rört om med en gaffel. En tredje gång hade hon förts av Marit Matsdotter på Åsen på en ko; en fjärde gång av Bälter Matses hustru på Åsen på en kalv med säckar fulla med saker hon fått av sina bjäror. Häxorna hade också placerat "småfolk" i hennes rum för att ta itu med saker som behövde göras när hon var i Blåkulla. 
En dag hade hon själv kallat på Satan, eftersom hon tyckt att det var för länge sedan hon var i Blåkulla, och han hade då kommit och gett henne ett smörjhorn så att hon kunde smörja in en kalv och i fortsättningen själv flyga till Blåkulla på en kalv genom skorstenar så snart hon frammanade Satan. En gång hade han dock gett henne en björn att flyga på, men blivit arg då hon blev rädd för den. Han hade sedan lärt henne göra bjäror som mjölkat åt henne, och de hade brutit sig in i kyrkan och skavt klockorna. I Blåkulla hade hon sett Marit Matsdotter, 
Brita Andersdotter i Karlsarvet och Anna Olsdotter på Klitten. Till slut hade hon också själv fört barn till Blåkulla: sina syskon, Karin 7 år och Olof 3 år, på Satans befallning. Hon uppgav att hon senast besökt Blåkulla tre veckor tidigare, då hon fått bannor av Lok Anna där, för att ha berättat för andra om Blåkulla. Hon uppgav också att hon, sedan hon förts till Blåkulla, aldrig kunnat höra orden i predikningarna i Kyrkan. Privat bekände hon sedan för pastorn att hon vid tre tillfällen hade haft samlag med Satan, men förnekade att hon blivit gravid.

## Efterspel
Hon blev en av de som avrättades i häxprocessen i Älvdalen: den 19 maj 1669 avrättades Knopar Elin Knutsdotter, 70 år; Bland-Anna, 70 år; Bond Elin, 40 år; Lasse Persson, 20 år; Gålichs Anna Olsdotter, 17 år; och Brita Andersdotter, 17 år. Avrättningen ägde rum genom halshuggning och bränning.